# تپه ککین ۴
تپه ککین ۴ مربوط به دوران‌های تاریخی پس از اسلام است و در استان قزوین، شهرستان بوئین‌زهرا، بخش دشتابی، روستای ککین واقع شده و این اثر در تاریخ ۱۰ مهر ۱۳۸۰ با شمارهٔ ثبت ۴۱۰۳ به‌عنوان یکی از آثار ملی ایران به ثبت رسیده است.